# Terra Indígena Hi Merimã
Hi-Merimã é uma terra indígena habitada por povos isolados na Amazônia Legal com área de 678 mil hectares, localizada no estado brasileiro do Amazonas, habitada pelas etnias Hi-merimã/Marimã e Isolados Hi-Merimã. No passado já estiveram em contato com a civilização ocidental e, em 1943 foram estimados em 1 000 pessoas.
A área está registrada no CRI e na Secretaria de Patrimônio da União (SPU) via decreto s/n de 23/09/2005. Assim a Fundação Nacional dos Povos Indígenas (FUNAI) atua nesta área através da Coordenação Regional e da Secretaria Especial de Saúde Indígena "Médio Purus".

## Histórico
A regularização fundiária indígena ocorre quando a TI é habitada permanentemente, é local de reprodução físico-cultural e, área de atividades produtivas. Então a Funai faz o relatório de identificação através do grupo técnico; então o Ministro da Justiça declara os limites da região e a demarcação; a Funai faz a demarcação que e homologada pelo presidência brasileiro; por fim é cadastrada na Secretaria de Patrimônio da União e nos cartórios municipais.
Em setembro de 2005, na regularização fundiária do então presidente Luiz Inácio Lula da Silva, o então ministro da Justiça, Márcio Thomaz Bastos, deu  aos indígenas a posse permanente das seguintes terras indígenas: aos Marimã a TI Hi-Merimã com 680 mil hectares; aos Tikuna a TI Matintin com 20 400 hectares no Amazonas; aos Kokama a TI São Domingos/Jacapari com133 630 hectares; a TI Jacamim em Roraima, e; a TI Trombetas/Mapuera com quase quatro mil hectares.
Em 2007, os povos tradicionais, incluindo os indígenas, foram reconhecidas pelo governo brasileiro, através da Política Nacional de Desenvolvimento Sustentável dos Povos e Comunidades Tradicionais (PNPCT), por terem o modo de vida ligado aos recursos naturais e ao meio ambiente de forma harmônica e o uso comunitário da terra. Reafirmando aos indígenas o direito a sua terra tradicional e a proteção governamental, assim a Fundação Nacional dos Povos Indígenas (FUNAI) atua nesta área através da Coordenação Regional e da Secretaria Especial de Saúde Indígena "Médio Purus".
Em maio de 2010, a Comissão de Direitos Humanos da ONU e a Funai fizeram reunião na cidade brasileira de Brasília, sobre a elaboração de políticas de proteção indígena. Pois no Brasil a Funai informa ter 69 locais na Amazônia onde existam índios isolados ou de contato recente, que são acompanhadas por doze Frentes de Proteção Etnoambiental da organização. Estes são cercadas por várias pressões, como madeireiros, garimpos, desmatamento e, epidemias, entáo o contato com essas populações deve ser evitado (ou intermediado por equipes preparadas).
Assim na reunião com a ONU e Funai, lingüistas, antropólogos, sociedade civil, médicos e, sertanistas, falaram sobre a experiência brasileira de cuidado com os povos isolados ou de recente contato e os desafios que enfrentam no Brasil. O país foi o primeiro a demarcar Terras Indígenas para o exclusivo por um povo em isolamento voluntário (sem contato com a sociedade "moderna"), como as TI Terra Indígena Massaco, Alto Tarauacá e Hi-Merimã, protegidos do avanço econômico do entorno pelas Frentes de Proteção Etnoambiental Guaporé e Rio Envira. A Comissão de Direitos Humanos da ONU percebeu que os indígenas isolados exigem um tratamento especial. Assim surgiu a proposta das diretrizes que devem nortear a ação indigenista dos países signatários.
No período de 2019 e 2021, o governo do Brasil intensificou as ações de proteção a indígenas isolados e de recente contato pandemia do coronarivus. Aplicando medidas de quarentena como: as barreiras sanitárias e postos de controle de acesso, monitorar o fluxo de pessoas e impedir a entrada de não indígenas; o maior período de permanência das equipes nas regiões;  planos de contingência dos Distritos Sanitários Especiais Indígenas (DSEI) para os indígenas isolados e de recente contato; combate as ações ilegais extrativistas e predatórias nas TI; expedições de monitoramento de indígenas isolados nas seguintes áreas: Tanaru, Massaco, Piripkura, Kawashiva, Hi-Merimã, Ituna/Itatá e, Uru-Eu-Wau-Wau. As ações ocorreram em pareceria de diversos órgãos: Exército; Polícia Federal; Fundação Nacional dos Povos Indígenas (Funai), e; Instituto Brasileiro do Meio Ambiente e dos Recursos Naturais Renováveis (Ibama).

## Divisão municipal
A TI de Hi-Merimã está situada em duas cidades do estado do Amazonas:
| # | Municípios | Área do município (ha) | TI no município (ha) |
| - | ---------- | ---------------------- | -------------------- |
| 1 | Lábrea     | 6 826.269              | 81 841 (12,07%)      |
| 2 | Tapauá     | 8 494.616              | 597 411 (88,13%)     |

## Organizações
Nesta área atuam as seguintes organizações: Organização dos Povos Indígenas do Médio Purus e, Operação Amazônia Nativa (OPAN).
A Fundação Nacional dos Povos Indígenas (Funai) atua nesta área através da Coordenação Regional "Médio Purus" e a Secretaria Especial de Saúde Indígena atua através do Distrito Sanitário Indígena "Médio Rio Purus".

## Ameaças
Desde a homologação até 2018, a região de Hi-Merimã ja perdeu 0,07% de floresta. Esta área é constantemente invadida ilegalmente por grupos missionários e pela ação de extrativistas e madeireiros. Devido isto, foi criada em 2014 pela Funai o Sistema de Proteção e Promoção de Direitos com doze Frentes de Proteção Etnoambiental, com objetivo de realizar a vigilância ostensiva e em tempo integral dos territórios indígenas.